# Utah County
Utah County je okres ve státě Utah v USA. K roku 2010 zde žilo 516 564 obyvatel. Správním městem okresu je Provo. Celková rozloha okresu činí 5 545 km².